# (9151) 1979 MQ8
(9151) 1979 MQ8 (1979 MQ8, 1989 EP9, 1998 MC24) — астероїд головного поясу, відкритий 25 червня 1979 року.
Тіссеранів параметр щодо Юпітера — 3.494.